# قدریه یزدان‌پرست
قدریه یزدان‌پرست (زاده: ۱۲ مارس ۱۹۷۱ (۱۳۴۹)، کابل) استاد دانشگاه و فعال حقوق بشر، سیاست‌مدار و نماینده مردم کابل در دوره پانزدهم مجلس نمایندگان افغانستان است. یزدان‌پرست پیش از شروع کار در کمیسیون مستقل حقوق بشر افغانستان، از سمت رهبری خود از جماعت الاسلامی افغانستان (انجمن اسلامی افغانستان) استعفا داد و به این ترتیب شرط عدم سیاسی بودن برای سمت کمیساریا را برآورده کرد. او در دوران جنگ شوروی در افغانستان کار خود را آغاز کرد. او در رشته حقوق و علوم سیاسی در دانشگاه کابل تحصیل کرده است. یزدان‌پرست به زبان‌های پشتو، دری، هلندی و انگلیسی تسلط دارد. قدریه یزدان‌پرست اکنون عضو کمیسیون مستقل حقوق بشر افغانستان است.

## زندگی‌نامه
قدریه ابراهیم یزدان‌پرست متولد ۱۲ حوت ۱۳۴۹ از کابل افغانستان است. وی دارای مدرک تحصیلی لیسانس در رشته اسلام‌شناسی و حقوق می‌باشد.

## دیگر فعالیت‌ها
- استاد دانشکده حقوق و علوم سیاسی.[۴]
- رئیس مؤسسه عالی نسوان.[۴]
- استاد دانشگاه بلخ.[۴]
- رئیس شورای مشورتی زنان دانشگاه بلخ[۴]